# Gultofskakadua
Gultofskakadua (Cacatua galerita) är en av de större och mer spridda kakaduorna i Australien. Den förekommer även som burfågel i Europa och Nordamerika.

## Utseende och läte
Gultofskakadua är cirka 48–50 centimeter lång och väger omkring 800 gram. Honan har rödbruna ögon och hannen svarta. Den kan vara mycket högljudd. Deras rop är ämnat att gå fram genom de skogsområden där de lever, däribland tropiska och subtropiska regnskogar.

## Utbredning och systematik
Gultofskakadua är utbredd genom de olika klimatområdena i Australien, från norra Queensland över Iron Range Mountains, samt delar av Snowy Mountains. De är också vanliga i  Adelaide och södra South Australia och kan observeras norr om Perth.Särskilt längs nord- och ostkusten till Tasmanien kan man se fåglarna i svärmar. Även på Nya Guinea och närliggande öar kan arten påträffas. På Nya Zeeland har arten införts.
Gultofskakaduan delas in i fyra underarter:
- Cacatua galerita galerita: Den största underarten, som kallas stor/större gultofskakadua. Mäter cirka 50 cm. Pannan är vanligtvis större än hos de andra underarterna. Tofsen är smalare, större och mer rundad än hos "tritonen" och "eleonoran".
- Cacatua galerita fitzroyi: Är väldigt sällsynt som husdjur. Den näst största underarten, mäter cirka 48 cm.
- Cacatua galerita triton: Kallas även tritonkakadua, och är en populär burfågel. Tofsen är längre och mer rak än galeritans, denna underart har även en naken blå ring runt ögonen. Den mäter cirka 46 cm.
- Cacatua galerita eleonora: Kallas även mellanstor gultofskakadua eller eleonorakakadua. Liknar galeritan men har mindre och mer "kompakt" tofs, större ögon i förhållande till kroppsstorleken och "lägre" panna. Mäter 40–45 cm och är därmed den minsta underarten. Även eleonoran är en populär burfågel.

## Levnadssätt
Under häckningen lever fåglarna parvis eller i små grupper om 20-30 djur. Utanför häckningstiden kan grupper på något hundratal djur bildas. De lever i ljusa skogar och parker, gärna i närheten av vatten. Kakaduor är i allmänhet sällskapliga och åstadkommer stort oväsen när de söker upp sina sovplatser i träd på kvällen eller vaknar på morgonen.

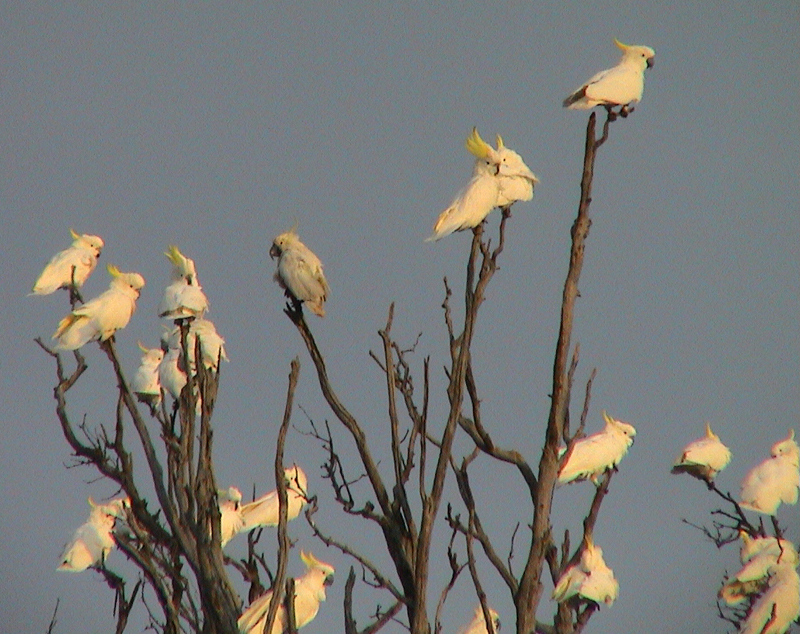
Vilda gultofskakaduor i flock

Dessa fåglar är av naturen nyfikna och mycket intelligenta. De har anpassat sig väl till den europeiska koloniseringen av Australien och finns i många stadsområden. Den är populär som burfågel i andra länder, men i Australien är den så vanlig att den betraktas som ett skadedjur i jordbruksområden och ibland skjuts eller förgiftas. Det behövs dock tillstånd från regeringen för att bekämpa fågeln, eftersom den är en skyddad art i australisk lag. De kan orsaka skada på spannmål och fruktodlingar, samt på träbyggnader och träd. 

### Föda
Stora delar av födan söker fågeln på marken (till fots). Födan består till större del av bär, nötter, frön och frukter, men den kan också äta växter, gräshoppsägg, trädlevande insekter och larver.
Man har observerat geofagi, det vill säga ätande av lera för att avgifta födan, hos dessa fåglar.

### Fortplantning
Den bor i trädhålor eller hålor i berg, och lägger 2 vita ägg som ruvas i 30 dagar.

## Status och hot
Arten har ett stort utbredningsområde, men tros minska i antal, dock inte tillräckligt kraftigt för att den ska betraktas som hotad. Internationella naturvårdsunionen IUCN listar arten som livskraftig (LC).